# Viquipèdia en serbocroat
La Viquipèdia en serbocroat (Srpskohrvatska Wikipedija), també coneguda com la Viquipèdia en croatoserbi (Hrvatskosrpska Wikipedija), és la versió serbocroata de la Viquipèdia. Hi ha també una versió en croat, serbi i bosni.
Aquesta viquipèdia va ser tancada inicialment el 2005 a causa de la inactivitat, però més tard va reobrir-se.